# بطولة تونس لكرة السلة للرجال 1974–75
بطولة تونس لكرة السلة للرجال 1974–75 هو الموسم رقم 20 من بطولة تونس لكرة السلة للرجال.

فاز بهذا الموسم الملعب النابلي.

## روابط خارجية
- الموقع الرسمي للجامعة التونسية لكرة السلة.